# Нюбленсе
Клуб Депортиво Нюбленсе (на испански: Club Deportivo Ñublense) е чилийски професионален футболен отбор от град Чилан, регион Биобио. Създаден е на 20 август 1916 г. под името ФК Лисео. Играе в чилийската Примера Дивисион.

## История
Клубът е основан от група ученици от Лисео де Омбрес, предвождани от техния учител Мануел Лара Гутиерес, като освен футбол, той развива и други спортове като баскетбол, бокс и др. Футболният отбор се подвизава в местната аматьорска лига и става шампион 11 пъти поред в периода 1938 – 1948 г. След като известно време се подвизава като Лисео-Нюбленсе, през 1942 г., името е променено на Клуб де Депортес Нюбленсе. През 1959 г. тимът добива професионален статут и започва да играе във втора дивизия. Малко след това в отбора е привлечен бившият футболист на Бока Хуниорс и аржентински национал Хосе Борейо. През 1976 г. Нюблесне постига най-големия успех в историята си, печелейки титлата във втора дивизия и за първи път получава правото да играе в Примера Дивисион. През 1979 г. отборът изпада от елита, но се връща там за кратко през 1981 г. През следващития четвърт век тимът се лута между втора и трета дивизия, като за известен период от време изпитва финансови затруднения и се налага да смени името си на Нюбле Унидо, преди през 1985 г. дълговете да бъдат погасени и предишното име на отбора да бъде върнато. В турнира за Купата на Чили през 1995 г. Нюбленсе, по това време във втора дивизия, играе полуфинал. По пътя дотам отстранява първодивизионните Уачипато и Коло Коло, който по това време доминира чилийския футбол и е актуалният носител на трофея. На полуфинала обаче Нюбленсе не успява да се справи с друг първодивизионен отбор, Универсидад Католика. През 2001 г. е близо до изпадане в четвърта дивизия, но гол в последната минута на решаващия мач срещу Хенерал Веласкес спасява отбора. Следват няколко успешни години, в които Нюбленсе първо печели шампионата на трета дивизия през 2004 г., а две години по-късно завършва на второ място в Примера Б и се завръща в Примера Дивисион. В турнира Апертура през 2008 г. постига най-доброто си класиране в елита – първо място в редовния сезон и полуфинал, загубен от Коло Коло в плейофната фаза. Първото място в редовния сезон означава класиране за турнира Копа Судамерикана. Първото участие на Нюбленсе в континентален турнир обаче е неуспешно – отпадане в първия кръг от перуанския Спорт Анкаш с общ резултат 4:1. През 2011 г. отборът отново изпада във втора дивизия, но след един сезон отново печели промоция.

## Известни бивши футболисти
- Данило Асевал
- Кристобал Хоркера
- Марио Осбен
- Умберто Крус
- Умберто Суасо
- Херман Орнос
- Хосе Борейо

## Успехи
- Примера Б:
  - Шампион (1): 1976, 2020
  - Вицешампион (6): 1969, 1971, 1973, 1980, 2006, 2012
- Терсера Дивисион:
  - Шампион (3): 1986, 1992, 2004
  - Вицешампион (1): 1984
- Копа Чиле:
  - Полуфинал (1): 1995
- Копа Апертура де ла Сегунда Дивисион:
  - Носител (1): 1971
  - Финалист (1): 1973

## Рекорди
- Най-голяма победа: 5:0 срещу Депортес Антофагаста, 24 април 1977 г.
- Най-голяма загуба: 8:1 срещу Депортес Навал, 2 януари 1982 г.
- Най-много голове: Мануел Виялобос – 47[1]